# PSI (オウム真理教)

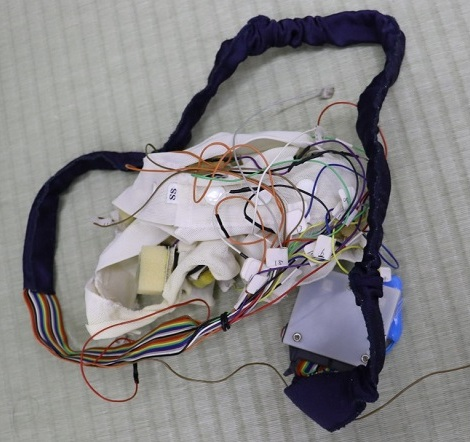
公安調査庁がAleph八潮大瀬施設に対する立入検査（2022年9月）で確認したPSI

PSI（Perfect Salvation Initiation、完全救済イニシエーション）は、オウム真理教の修行の一つ。または、この修行に使用する装置であるヘッドギアそのものを指す。

## 概要
このヘッドギアはオウム真理教科学技術省大臣村井秀夫の発明品で、教団の説明によると、ヘッドギアの電極から麻原彰晃の脳波を再現した電気を流すことで、麻原の脳波と自分の脳波を同調させるものといううたい文句であった。以前は電極を直接頭に貼り付けて電流を流していた。麻原自身もPSIがないと気が狂いそうになるといって度々着用しており、逮捕時も使用していた。
レンタルは月額10万円、購入の場合100万円という多額の布施が必要であった。これを着用した信者は一目でオウム真理教信者とわかる姿であり、教団のカルト性を端的に示す象徴にもなった。この点は麻原も気にしておりPSIを付けた姿を撮らないようにと命令していた。
後継のアーレフ（Aleph）でも改良して使用していた。アーレフ時代の規約では、「旧団体代表の脳波によるマインドコントロール装置であるという誤解を受けているPSIについては、実際は、同人の脳波そのものではなく、それを加工しており、特定人物の意思に従わせるマインドコントロールの目的も機能も存在しない」「脳波を活用した瞑想促進・健康機器」と定義している。
1995年前後にはオウムヘッドギアは日本の学問では境界領域にあり、病気を治療するのではないのに神経回路にアプローチするものは生理学、工学、情報工学などどこにも研究場所のないものであった。現在では、神経科学、神経工学で統合がされて新規学問領域となっている。

## 使用方法
頭の地肌に何らかの薬品を塗りつけ、ヘッドギアを着用、電源を入れると、額にピリピリと電流が流れて来る。
ワークをしているときや在家信者が使用する携帯用がよく知られているが、それとは別に出家信者が寝る際やひとりの時に使用するものはコンピューターから直接信号を取っていた。このPSIはAC電源から電流を取り、接続されたコンピューターの画面に麻原の脳波が映し出されていた。信者はその脳波形から、次に強い電流がくることが予測できるため、非常に強い恐怖に襲われる。強いときは爆発するような痛みがあり、眼前に閃光が散る。独房修行においてはヘッドギアを苦痛のあまりとってしまう信者も続発したため、そうさせないよう手錠がかけられた。一方で「装着するだけで修行が進められる」ということでPSIを好む信者もいた。
第6サティアン2階には蜂の巣ベッドと呼ばれる木組みの3階建ての500人分のベッドが隙間なく作られていた。信者はベッドに寝かされ、すべてのPSIにそれぞれ1台ずつのコンピューターがつながれていた。3階には100のシールドルームと呼ばれる2畳ほどの金属張りの個室がありPSIが無造作に置かれていた。ここにはコンピューターはなく小さな覗き穴があけられ、隣の部屋から監視できるようになっていた。
造りが粗悪であるため、ヘッドギアを装着した頭部から漫画の様に煙が出ることがよくあった。熱を帯びる為、長時間電源を入れたまま着用し続けると額が焼け爛れ火傷を伴う為、定期的に電源をオフにする信者も多かったと言う。一部の熱心な信者は、尊師に帰依したくて長時間電源を入れ続け、自身の額を頭蓋骨まで黒焦げになる程火傷させ、額の手術が必要な程の重傷を負う被害も出てきている。

## 目的
当初は単なる布施集めの道具と考えられてきたが、苫米地英人はPSIに拘泥する目的が単に麻原の脳波を信者に同調させるだけではないことは明らかであり、真の意図は洗脳に在ったと考察する。実際に信者の証言によれば、PSIの使用で呆然としたり、記憶に欠落ができる事があった。こうした意識変容プログラムは、6月にはサットヴァレモン（LSD入りジュース）を使用したキリストのイニシエーションへと受け継がれる。
上祐史浩は、PSIを製作する際に調べた麻原の脳波が精神異常のそれと似ていることを指摘している。オウムはこれを脳死の脳波に近いとし、「解脱者の脳波」として宣伝していた。